# Jurkat细胞
Jurkat细胞是一个人急性白血病的细胞系，1970年代中期分离自一位14岁白血病患者的外周血T淋巴细胞，能产生白细胞介素-2，常用于T细胞信号的科學研究。

## 外部連結
- Cellosaurus entry for Jurkat （页面存档备份，存于）
- 醫學主題詞表（MeSH）：Jurkat Cells